# Pop Pop Pop
Pop Pop Pop (2004) je třetí album hudební skupiny Mig 21. Obsahuje celkem 12 skladeb, z nichž jedenáct je písní a poslední, dvanáctá, je remixem skladby „Tančím“, která již vyšla na albu Udělalo se nám jasno (2002). Celková délka alba je 42:40.

## Obsah alba
Album obsahuje tyto skladby:
1. „Here comes the gun“
2. „Vlajky vlají“
3. „Pop Pop Pop“
4. „Tvá hvězda září“
5. „Dívky ó dívky“
6. „Sviť sviť světlomete“
7. „Hodiny“
8. „Japi“
9. „Jaromíre“
10. „Ho-ka-he“
11. „Na světě rád“
12. „Tančím“ (remix)